# San Andrés Paxtlán
San Andrés Paxtlán är en kommun i Mexiko.   Den ligger i delstaten Oaxaca, i den sydöstra delen av landet, 500 km sydost om huvudstaden Mexico City.
Följande samhällen finns i San Andrés Paxtlán:
- La Venta
- Cerro Santiago
- San Pedro Loma Larga